# ОШ „Кирило Савић” Ивањица
ОШ „Кирило Савић” Ивањица почела је са радом од школске 1988/1989. године, као одвојено одељење Основне школе „Милинко Кушић” у Ивањици, када је извођена настава до 4. разреда. Школа носи име по Кирилу Савићу (1870—1957) родом из Ивањице, грађевинским инжењером, професором универзитета и академиком.

## Историја
Због повећања броја ученика у постојећој Основној школи „Милинко Кушић” у Ивањици, у насељу Црњево почела је изградња нове школске зграде 11. маја 1987. године. На седници Скупштине општине Ивањица одржаној 31. јула 1992. године донета је одлука о оснивању Основне школе „Црњево” у Ивањици и у њен састав улазе одвојена одељења четвороразредних основних школа из села Луке, Осоница и Будожеља. Школске 1997/98. године стекли су се услови за почетак самосталног рада школе и Скупштина општине Ивањица је упутила захтев Влади Републике Србија, за промену назива школе „Црњево” у Основну школу „Кирило Савић”.
Школске 2005/2006 Министарство просвете и спорта је донело решење да се може отворити једно одељење продуженог боравка у трајању од 11 до 16 часова за ученике првог и другог разреда.